# Ophiopallas brevispina
Ophiopallas brevispina är en ormstjärneart som först beskrevs av George Richard Lyman 1878.  Ophiopallas brevispina ingår i släktet Ophiopallas och familjen fransormstjärnor. Inga underarter finns listade i Catalogue of Life.